# Distretto di Boualapha
Il distretto di Boualapha è uno dei nove distretti (mueang) della provincia di Khammouan, nel Laos. Ha come capoluogo la città di Boualapha.